# 1,3-Diiod-5,5-dimethylhydantoin
1,3-Diiod-5,5-dimethylhydantoin (kurz DIH) ist eine heterocyclische organische Verbindung, die in der organischen Synthese als Iodierungsreagenz sowie als Oxidationsmittel eingesetzt wird.

## Gewinnung und Darstellung
Die Herstellung von 1,3-Diiod-5,5-dimethylhydantoin erfolgte erstmals 1965 durch die Umsetzung von Iodmonochlorid mit 5,5-Dimethylhydantoin in Gegenwart von Natronlauge. Das Edukt 5,5-Dimethylhydantoin kann sehr einfach aus Kaliumcyanat, Ammoniumcarbonat und Aceton kommerziell synthetisiert werden. Eine neuere Synthese nutzt die Kombination aus Iod und Kaliumiodid als Iodquelle und Natriumhypochlorit als Oxidationsmittel.

## Eigenschaften
1,3-Diiod-5,5-dimethylhydantoin bildet ein schwach gelbes bis hellbraunes Pulver, das bei 192–196 °C unter Zersetzung schmilzt. Es ist bei −20 °C lagerstabil. Die Verbindung löst sich gut in Aceton, wobei bei Temperaturen oberhalb von 50 °C eine Reaktion unter Bildung von Iodaceton stattfindet. Zudem ist der Stoff licht- und feuchtigkeitsempfindlich.

## Verwendung
1,3-Diiod-5,5-dimethylhydantoin wird in der organischen Synthese als Iodierungsreagenz und Oxidationsmittel eingesetzt. In einer electrophilen Iodierung können elektronenreiche Aromaten und Heteroaromaten umgesetzt werden. Hierbei werden beide Iodatome genutzt. Im Vergleich zur Verwendung von elementarem Iod entsteht kein Iodwasserstoff. Anilin wird zum 4-Iodanilin, Phenol zum 2,4,6-Triiodphenol umgesetzt. Primäre Alkohole können in Gegenwart von Ammoniak zu den entsprechenden Nitrilen oxidiert werden. Aus substituierten Benzylalkoholen resultieren die entsprechenden Benzonitrile. In ähnlicher Weise können auch primäre, sekundäre und ternäre Amine, sowie Halogenide und Aldehyde zu Nitrilen umgesetzt werden.
{\displaystyle \mathrm {R{-}CH_{2}{-}X{\xrightarrow {DIH,NH_{3},RT-60^{\circ }C}}\ R{-}C{\equiv }N} }
{\displaystyle \mathrm {X=OH,NH_{2},NHR,NR_{2},Cl,Br,I,CHO} }
Substituierte Benzaldehyde können mit sekundären Aminen in Gegenwart von 1,3-Diiod-5,5-dimethylhydrandoin in einer oxidativen Aminierung zu den entsprechenden Benzamiden umgesetzt werden.
In ähnlicher Weise sind durch die Reaktion von Benzaldehyden mit Ethanolamin in Gegenwart von 1,3-Diiod-5,5-dimethylhydrandoin in 2-Stellung substituierte Oxazoline zugänglich.
Es können analog weitere substituierte Heterocyclen synthetisiert werden. Die Umsetzung mit 1,3-Propandiamin ergibt in 2-Stellung substituierte 1,4,6,6-Tetrahydropyrimidine, die zu den entsprechenden Pyrimidinen weiteroxidiert werden können. 3-Phenyl-1-propanol kann zum Chroman zyklisiert werden.